# フォルゴーレ (駆逐艦)
フォルゴーレ (Folgore) はイタリア海軍の駆逐艦。フォルゴーレ級。
1930年1月30日起工。1931年4月26日進水。1932年7月1日就役。
1942年12月2日、船団護衛中シチリア海峡で英Q部隊（軽巡洋艦「オーロラ」、「シリアス」、「アルゴノート」、駆逐艦「キベロン」、「クエンティン」）の攻撃により沈没。